# Drottningholms slottsbibliotek

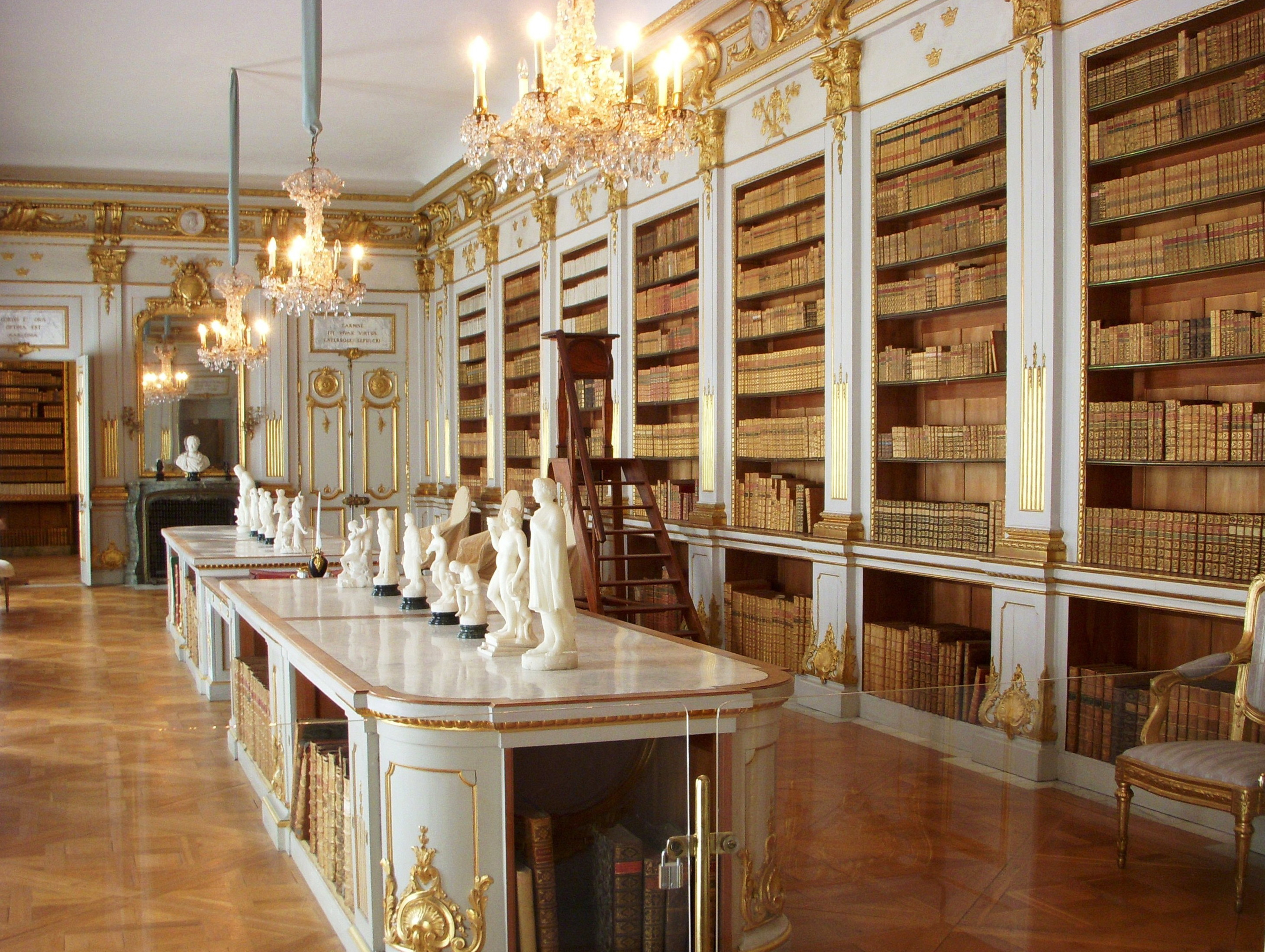
Slottsbiblioteket.

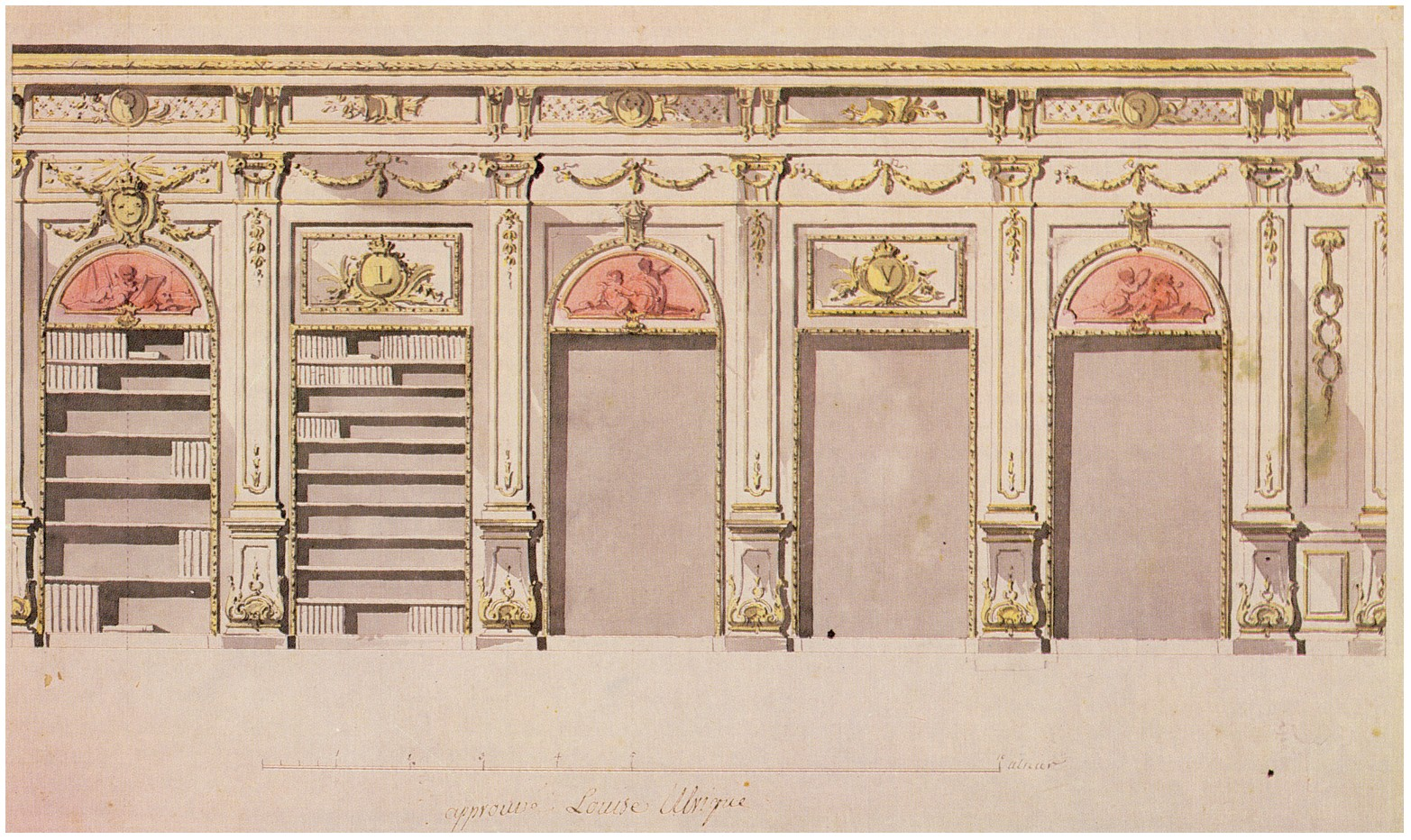
J.E. Rehns inredningsritning, 1767.

Drottningholms slottsbibliotek är ett privatbibliotek på Drottningholms slott. Biblioteket ligger på huvudvåningen i nordvästra längan mot trädgårdssidan intill slottskyrkan. Interiören gestaltades kring 1760 av Jean Eric Rehn. Rummet han skapade är alltjämt bevarat och har kallats för ett av de vackraste i Sverige.
Drottningholms slottsbibliotek inreddes på uppdrag av Lovisa Ulrika. Det tidigare tavelgalleriet lät hon omskapa till bibliotek av Jean Eric Rehn omkring 1760. Lovisa Ulrikas boksamling var mycket omfattande och uppskattades 1796 till 2180 volymer.
Rehn gestaltade rummet ljust och luftigt, det är helt i guld och vitt. Mellan bokhyllorna längs långsidan står korintiska pilaster och mellan kapitälen syns omväxlande drottningens namnchiffer och tre kronor. På ena kortväggen placerades en öppen spis  med spegel i rokokoram. Mitt på golvet står ett avlångt biblioteksbord, även det i vit och guld. I bordets skåp finns plats för större volymer. 
I sitt bibliotek samlade drottning Lovisa Ulrika gärna lärda vänner, bland dem botanikern Carl von Linné, bergsrådet Daniel Tilas, matematikern och fysikern Samuel Klingenstierna, språkvetaren Johan Ihre och  historikern, generalen och ämbetsmannen Swen Lagerberg.